# 復古神道

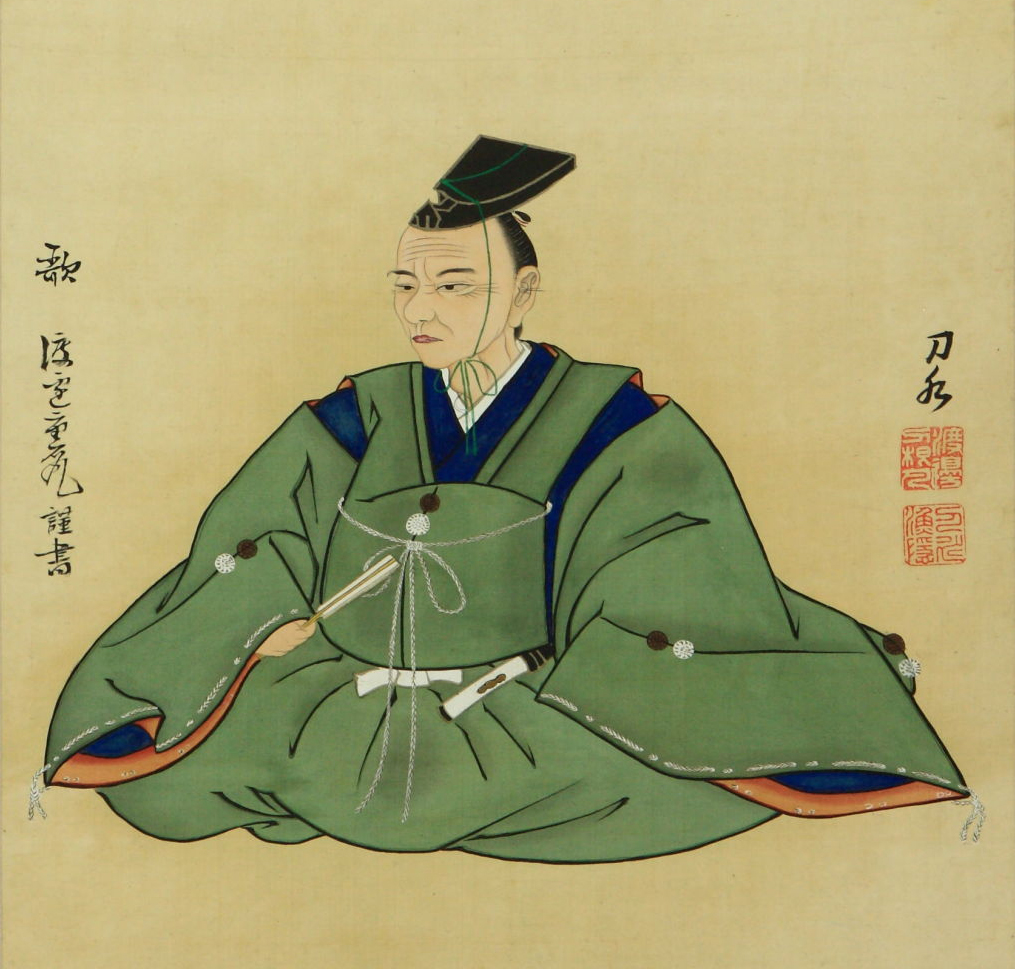
平田篤胤

復古神道（ふっこしんとう）是江戶時代國學者提唱的神道。也稱「古神道」、「古道」、「皇學」、「本教」等。以天之御中主神為最高位的究極神。

## 概要
復古神道的教義多種多様，但是，共通概念是「恢復受儒教・佛教等影響以前的日本民族固有的精神」的思想。重視體現神原本意志的「惟神之道」。
復古神道和江戶時代初期誕生的垂加神道相同，可說是由國學者以學問的立場研究而成的神道。賀茂真淵、本居宣長等國學者提倡古道說並體系化，平田篤胤、本田親德等強烈排斥儒教、佛教，尊崇日本古來純粹信仰的「復古神道」而發展集大成。深刻影響幕末志士，成為明治維新的尊王攘夷運動的意識形態。

## 歴史
6世紀，佛教傳來以來，神道和佛教反覆歷經併存和對立，在大化改新以後，確立和平併存。江戶時代，平田篤胤受本居宣長著書的啓發，研究古代史、展現皇道的正當性等，對復古神道的形成有極大的貢獻。又，透過幽冥界・靈魂觀等之體系化，增強宗教性，參考法華宗、密教、道教等其他宗教，將「平田派國學」集大成。平田派國學之後也出現本田親德、川面凡兒等許多「古神道系」宗教家。
之後的明治時代，進入明治政府的平田派國學者，推動神佛分離和神道國教化。

## 脚注
1. 1 2  『古神道は甦る』，第102-104頁.
2. ↑  『日本史B用語集―A併記』.
3. ↑  『詳説日本史研究』.
4. ↑  『古神道は甦る』，第104頁.
5. ↑  『必携日本史用語』.

## 關連項目
- 古神道
- 國學
- 一靈四魂